# Margarinotus kurdistanus
Margarinotus kurdistanus är en skalbaggsart som först beskrevs av Sylvain Auguste de Marseul 1857.  Margarinotus kurdistanus ingår i släktet Margarinotus och familjen stumpbaggar.

## Underarter
Arten delas in i följande underarter:
- M. k. kurdistanus
- M. k. lethierryi
- M. k. touthmosis